# ناحیه السوقر
ناحیه السوقر (به عربی: دائرة السوقر) یک ناحیه در الجزایر است که در استان تیارت واقع شده‌است.